# Pierre-Joseph de Lachèze-Murel
Pierre-Joseph de Lachèze-Murel (né à Martel le 17 décembre 1744, mort à Paris le 25 août 1835) est un homme politique français. Il est député aux États généraux et à la chambre des députés.

## Biographie

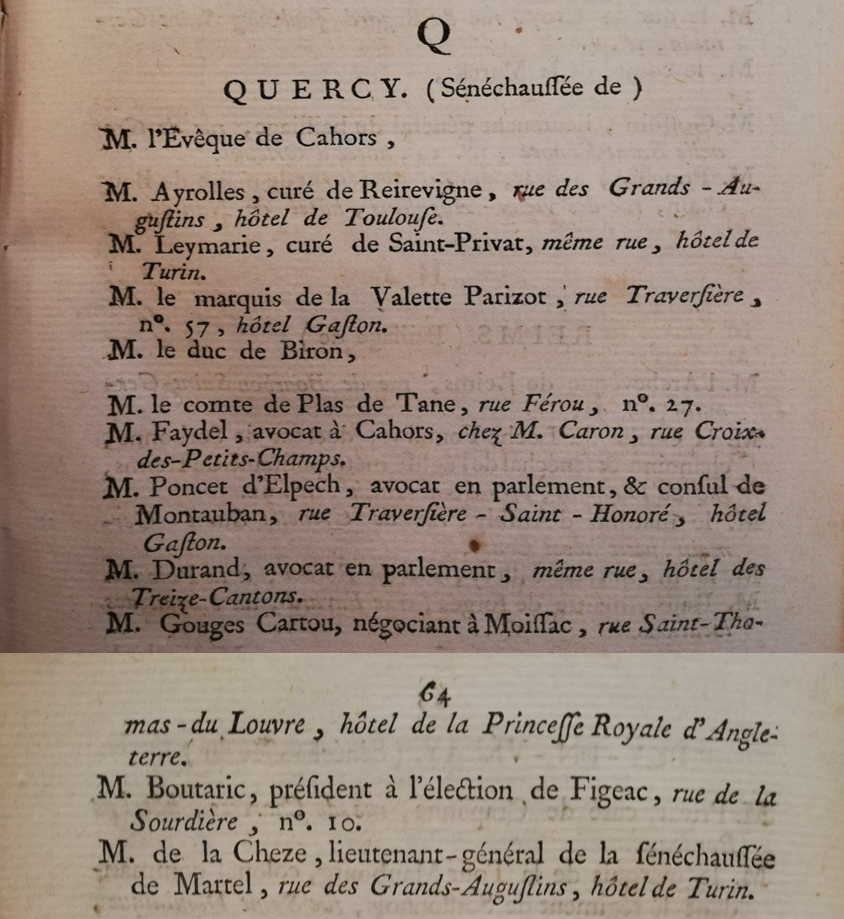
Liste des députés de la sénéchaussée du Quercy à l'Assemblée Nationale de 1789, Pierre de La Chèze est le dernier des douze.

Pierre-Joseph de Lachèze (ou La Chèze, ou La Chaize), écuyer, est seigneur de Murel, Mayrac et Falgairoux (ou Fougairou, aujourd'hui Fouveyroux, dans la commune de Lachapelle-Auzac) dans l'actuel département du Lot. 
Lieutenant-général de la sénéchaussée de Martel à partir de 1770,, il est désigné parmi les six députés du Tiers état du Quercy aux États généraux de 1789,. À ce titre, il est signataire du Serment du Jeu de paume. 
En 1792, fort de ses convictions royalistes, il prend part à la défense du Palais des Tuileries lors de la Journée du 10 août. Il échappe au massacre des Tuileries, mais il est emprisonné à la Conciergerie et menacé de la guillotine. Il n'en sort que le 9 thermidor, à la chute de Robespierre.
Puis il est nommé secrétaire de légation à Naples le 24 pluviôse an VI.
Sous la Seconde Restauration, il est nommé député du Lot en août 1815, et est nommé maître des requêtes au Conseil d'État la même année.
Il obtient par l'ordonnance du 18 février 1815 l'autorisation de joindre à son nom, celui de sa seigneurie de Murel.
Par ailleurs, il est anobli par le roi Louis XVIII des lettres patentes du 9 décembre 1815 « en récompense des services rendus aux États généraux » (à la suite de l'ordonnance du 6 septembre 1814),, avec règlement d'armoiries, et pour devise Deo et Regi fides impavida.

## Famille
La famille de Lachèze-Murel est originaire du Quercy. Elle fait partie des familles subsistantes de la noblesse française. 
Pierre-Joseph de Lachèze-Murel épouse le 16 janvier 1773 Marie-Magdeleine Dumoulin de Paillart (1746-1800), dont il a 9 enfants, d'où une nombreuse postérité.

## Armoiries et devise
- Armoiries : de sable à 5 barres d'or, au chef de gueules, parti d'azur à une bande d'argent chargée de 5 mouchetures d'hermines et accompagnée de 3 besants d'or, 1 en chef et 2 en pointe[2].

- Devise : Deo et Regi fides impavida[2].